# مؤسسة نوبل

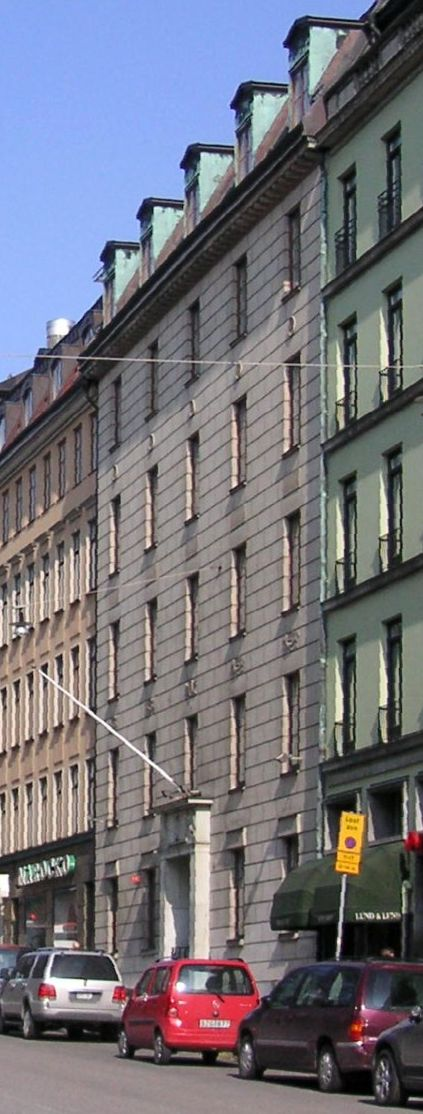
توجد مكاتب مؤسسة نوبل في ستوكهولم في 14 Sturegatan.
.

مؤسسة نوبل (بالسويدية : Nobelstiftelsen) هي مؤسسة خاصة تأسست في 29 يونيو 1900 إلى إدارة الشؤون المالية وإدارة جوائز نوبل وتستند المؤسسة على اموال وإدارة الفريد نوبل، مخترع الديناميت
فإنه يحتفظ أيضا نوبل ندوات حول اكتشافات هامة في مجال العلوم والموضوعات ذات الأهمية الثقافية أو الاجتماعية.